# David Maljković
David Maljković (Rijeka, 1973) is een Kroatisch beeldend kunstenaar, die in Kroatië en Duitsland woont en werkt. Maljković maakt videokunst, installaties, tekeningen, collages en sculpturen. De verschillende types werken zijn met elkaar verbonden in een groter samenhangend geheel. Na zijn studie aan The Academy of Fine Arts in Zagreb participeerde hij in meerdere artist-in-residence programma's, zoals in de Rijksakademie van Beeldende Kunsten Amsterdam (2003). Zijn werk behoort tot de collectie van meerdere vooraanstaande musea in de wereld, zoals Centre Pompidou in Parijs, Museo Reina Sofia in Madrid, MoMa in New York, Tate in Londen, Stedelijk Museum in Amsterdam en Van Abbemuseum in Eindhoven.

## Werk
Een centraal thema in Maljković' oeuvre is de geschiedenis van Oost-Europa, met name van zijn geboorteland Kroatië. Maljković onderzoekt hoe de geschiedenis heeft bijgedragen aan de huidige politieke en sociale realiteit van deze regio. De kunstenaar maakt in zijn kunstwerken gebruik van historische documenten uit de socialistische tijd om te reflecteren op de geschiedenis van Kroatië. Voor hem werd de geschiedenis een kwestie van fictie en de tijd creëerde een collectief geheugenverlies. Hij is kritsch in zijn omgang met de geschiedenis.
In zijn videoinstallatie Again for Tomorrow in 2003 introduceerde Maljković het concept 'tijd'. Dit idee werkte hij vanaf 2004 verder uit in de serie Scene for New Heritage. Eerst richtte hij zijn blik op de toekomst, later op het verleden. Maljković zei: 'The images of history appeared at once [...] I have skillfully slipped away from nostalgia'.

### SerieScene for New Heritage
Maljković speelt in de serie Scene for New Heritage met tijd en ruimte. De kunstenaar brengt twee parallelle werelden bij elkaar: de reële en de fictieve. De locatie voor Scene for New Heritage is een echte locatie, namelijk bij het vervallen Petrova Gora monument in Kroatië dat in 1970 werd ontworpen door Vojin Bakić ter nagedachtenis van de Tweede Wereldoorlog. Daarmee verwijst Maljković vanuit het heden naar de reële geschiedenis van zijn geboorteland. Het land transformeerde na de val van het IJzeren Gordijn van een communistische naar een kapitalistische samenleving. Tegelijkertijd speelt het verhaal in Scene for New Heritage zich af in een fictieve wereld in het jaar 2045 op 25 mei, de geboortedag van Tito, de president van Joegoslavië. Met Scene for New Heritage laat Maljković de verstrengeling van het heden met het verleden en de toekomst zien. De toekomst wordt beïnvloed door het heden. Maar ook het verleden wordt beïnvloed door het heden, omdat de historische, politieke en culturele context van het heden de interpretatie van het verleden beïnvloedt. Daarmee weerspiegelt het werk van Maljković een nieuw begrip van Oost-Europa en West-Europa.
Verschillende onderdelen uit de Scene for New Heritage zijn vertegenwoordigd in de collecties van musea, onder andere de video Scene for a New Heritage (2004) in het MoMA, de multimedia installatie Construction for ‘Scene for new heritage’ trilogy (2004-2006) in het Van Abbemuseum en Scene for New Heritage II, serie B (2006) in het Centre Pompidou.

## Opleiding en residenties
- 1993 - 1996, Faculty of Philosophy, University of Rijeka, HR, Art Departement
- 1996 - 2000, Academy of Fine Arts, University of Zagreb, HR, Departement of Painting
- 1998 - 1999, Academy of Fine Arts, University of Zagreb, HR, Multimedia Alternative
- 2002, Cité Internationales des Arts, Parijs, FR
- 2003 - 2004, Rijksacademie van beeldende kunsten, Amsterdam, NL
- 2006- 2007, KW Institute for Contemporary Art, studio programma, Berlijn, DE
- 2007, Kunstzeitraum, Artist residency, München, DE
- 2007, International Residence at Recollets, Parijs, FR
- 2009, International Programme for Visual and Applied Arts (IASPIS), Stockholm, SE
- 2011, Augarten Contemporary, artist residency, Wenen, AT

## Solo- en groepstentoonstellingen
Diverse groepstentoonstellingen sinds 1995 in onder andere Nederland, Kroatië, Duitsland, Italië: 56e Biënnale van Venetië in 2005, Frankrijk, Zwitserland, Spanje, Oostenrijk, Denemarken, Polen, Tsjechië, Roemenië, Slovenië, Albanië, Egypte,Turkije, New York Verenigde Staten.
Diverse solotentoonstellingen sinds 1996 in onder andere Nederland, Kroatië, Duitsland, Slovenië, Londen, Frankrijk, Zwitserland, New York US en Nieuw-Zeeland.
2005-2007: projecties in onder andere Nederland, Duitsland, Denemarken, Tsjechië, Londen, Frankrijk, Kroatië, Finland, Estland, Roemenië, Turkije, China, De Verenigde Staten van Amerika, Libanon.

## Kunstwerken in openbare verzamelingen (selectie)
- Centraal Museum, Utrecht: Lost Pavillion from These Days, 2006, collage op papier, 30 x 22,5 cm.
- Centre Pompidou, Parijs: Scene for New Heritage II, serie B, 2006, gemengde techniek, 49,8 x 64,8 cm (onderdeel van serie).
- Fonds municipal d’arte contemporain, Ville de Paris
- Museum of Modern Art, New York: Scene for a New Heritage, 2004, video, 4:33 min. -  Scene for a New Heritage - New Possibilities Series, A, 2004, mixed media, 24.8 x 32.4 cm (onderdeel van serie).
- Museum of Modern and contemporary Art, Rijeka
- Stedelijk Museum, Amsterdam Afterform, 2014, foto, 228 x 153 x 3.6 cm.
- Van Abbemuseum, Eindhoven: A long day for the form, 2012-2014, karton, plolystyreen, brons, audio, verf op MDF (sokkel), afmeting installatie 20 x 308 x 438 cm. -  Construction for ‘Scene for new heritage’ trilogy, 2004-2006, multimedia installatie. -  Scene for New Heritage - New Possibilities, 2004, gemengde techniek op papier, diverse afmetingen. - Scene for New Heritage, 2004, video (PAL, kleur, geluid, loop), 00:04:33. -  Scene for New Heritage II, 2006, video (PAL, kleur, geluid),  00:06:06. -  Scene for New Heritage III, 2006, video (PAL, kleur), 00:11:29. -  Lost Memories From These Days, 2006, collage, pen en houtskool op papier, 77 x 107 x 2,8 cm. -  New Compositions, 2008, collage op papier, 106 x 76,1 cm. -  Missing Colours, 2010, textiel, geschilderd doek, potlood en tijdschrift knipsels op doek, 46,3 x 41,1 cm. -  Sources in the Air, 2011, tafel, perspex en doeken, afmeting installatie ca. 150 x 200 x 85 cm. -  Studio, 2012, houtskool en olieverf op doek, 41,1 x 50,2 cm.

## Prijzen
2010, Diputació de Castelló prijs voor kunstwerk Lost Review, 2006-2008.

## Publicaties (selectie)
- Bitterli, Konrad en Nadia Veronese. David Maljkovic. St. Gallen: Kunstmuseum St. Gallen, 2014.
- Dziewior, Yilmaz e.a. David Maljković: Almost Here. Keulen: DuMont Buchverlag, 2007.
- Esche, Charles. David Maljković. Breda: Artimo Foundation, 2005.
- Esche, Charles e.a. David Maljković. Genève: JRP|Ringier, 2012.
- Fusco, Maria e.a. David Maljković: New Reproductions. Milaan: Mousse Publishing, 2013.
- Mac Giolla Léith, Caoimhin (april 2013). David Maljković. Van Abbemuseum. Artforum, pp. 286. Gearchiveerd op 19 december 2022. Geraadpleegd op 28 november 2022.

## Verwijzingen
1. ↑ (en) Maljkovic, David, David Maljkovic: Almost Here. DuMont Buchverlag (2007), p. 29. ISBN 9783832190552.
2. ↑ (en) Maljkovic, David, David Maljkovic: Almost Here. DuMont Buchverlag (2007), p. 23. ISBN 9783832190552.
3. ↑ (de) Dziewior, Yilmaz, David Maljkovic: Almost Here. DuMont Buchverlag (2007), p. 15-20. ISBN 9783832190552.

- Gemeinsame Normdatei: 132541289
- International Standard Name Identifier: 0000 0001 2119 0497
- Library of Congress Control Number: no2006007727
- Nationale Bibliotheek van Tsjechië: osa2013789178
- Nederlandse Thesaurus van Auteursnamen: 274410370
- RKD-Nederlands Instituut voor Kunstgeschiedenis: 334737
- Système universitaire de documentation: 132618591
- Union List of Artist Names: 500472461
- Virtual International Authority File: 6097243
- WorldCat: E39PBJjMy89GjQk4rfFvqDY773